# 王暁萍
王 暁萍（ちょう しょうへい、1964年3月 - ）は、中華人民共和国の官僚、政治家。現職は人力資源社会保障部部長。

## 経歴
1964年3月、湖北省団風県で生まれる。1981年、中国政法大学法律系に入学した。1985年を卒業。大学卒業後、首鋼研究与開発公司法律所に勤務する。1988年5月に中国共産党入党。
1990年9月に国務院僑務弁公室へ入室した。以後、政策研究司調研処副処長、政策研究司調研処処長、政策研究司副司長、政策研究司司長、国外司（港澳台司）司長を歴任した。2015年12月、副主任に昇格。 
2017年3月、吉林省に移り、省党委員会常務委員兼宣伝部部長を務めた後、2019年5月かつて組織部部長を務めた。
2020年11月、党中央組織部に移り、副部長に任命される。
2022年12月30日、第13期全国人民代表大会常務委員会の決定により、人力資源社会保障部部長への就任が明らかにされた。